# Спортна зала на ПУ
Спортната зала на Пловдивския университет „Паисий Хилендарски“ е мултифункционално спортно съоръжение с капацитет от 1037 седящи места.
|  |

## История
Първата копка е направена на 14 октомври 2011 година от министър-председателя на Република България Бойко Борисов. Залата е открита няколко месеца по-късно – на 14 юни 2012 година, от премиера Бойко Борисов, министъра на физическото възпитание и спорта Свилен Нейков и ректора на Пловдивски университет проф. д-р Запрян Козлуджов в присъствието на областния управител Здравко Димитров, кмета на Пловдив Иван Тотев, представители на обществени и политически организации, спортни деятели, студенти и преподаватели.
Заради заслугите си за изграждането на спортната зала футболната легенда Христо Стоичков е удостоен с титлата „доктор хонорис кауза“ от Пловдивския университет. 

## Описание
Учебната спортно-тренировъчна зала е изградена на собствен терен от 25565 m². Самата зала е на 2 етажа със застроена площ от 2990,68 кв. м и обща разгърната площ 4174 m². В нея са разположени трибуни с 1037 седящи места, като на първия етаж е ситуиран обслужващ блок със съблекални за спортисти и помещения за съдии и треньори. Височината на съоръжението е 13 метра, което позволява практикуване на всички видове спорт, в това число и на художествена гимнастика. Освен за обучение, залата се използва и за организиране на регионални и балкански спортни и обществени прояви. Фасадата е изградена от еталбонд и стъкло. 
Предвиден е безпрепятствен достъп на хора с увреждания. Паркингите за ежедневно използване се намират северно от залата. Те включват 149 места за леки коли, от които 16 – за паркиране на автомобили на хора с увреждания. Има и три паркоместа за автобуси.
Общата инвестиция в спортния комплекс е 4 млн. лева.  За главен изпълнител, след проведен конкурс, е избрана софийската фирма „Де Зе Се Де обединение спорт проект“ (от холдинговата група „GP group“), изпълнител на обекти на „Лукойл България“, „Ромпетрол България“ и „Лидл“, а ръководител на екипа от проектанско бюро „Модулор“ е арх. Ганка Богданова.